# Вернер Баумбах
Вернер Баумбах (нім. Werner Baumbach; нар. 27 грудня 1916, Клоппенбург, Ольденбург — пом. 20 жовтня 1953, Ла-Плата) — німецький військовий льотчик-ас за часів Третього Рейху. Один з найвідоміших та найрезультативніших німецьких бойових льотчиків-бомбардувальників Ju 88; особисто потопив союзних кораблів та суден, сумарною водотоннажністю більше ніж 300 000 брт. Оберст (1945) Люфтваффе. Кавалер Лицарського хреста Залізного хреста з Дубовим листям та Мечами (1942).

## Біографія
Вернер Баумбах народився 27 грудня 1916 у містечку Клоппенбург у Великому герцогстві Ольденбург у родині доктора.
Військова кар'єра
- 4 січня 1936 — солдат
- 4 червня 1936 — курсант
- 1 січня 1938 — лейтенант
- 1 червня 1940 — оберлейтенант
- 20 липня 1941 — гауптман
- 14 жовтня 1942 — майор
- 15 листопада 1944 — оберстлейтенант
- 5 січня 1945 — оберст

В юнацтві відвідував курси планеристів і вже у 16 років здав тест «С», який надавав йому право стати інструктором. 4 січня 1936 року Баумбах поступив на службу в Люфтваффе фанен-юнкером, де після проходження початкової підготовки, 4 червня того ж року був зарахований курсантом Берлінського авіаційного військового училища «Берлин-Гатов» (нім. Luftkriegschule Berlin-Gatow).
1 січня 1938 року закінчив навчання з отриманням первинного офіцерського звання лейтенант та отримав призначення льотчиком-випробувачем на авіаційний полігон у Рехліні. На цьому полігоні молодий пілот став одним з найперших асів Люфтваффе, яким довірили найсучасніший бомбардувальник Junkers Ju 88. Незабаром на фондах полігону утворили 30-у бомбардувальну ескадру, і В. Баумбах був зарахований до 5-ї ескадрильї.
З початком Другої світової війни молодий льотчик у складі KG 30 бився у небі Польщі. 18 вересня 1939 року за бомбардування Варшави був удостоєний Залізного хреста 2-го ступеня. Згодом його перевели до складу дослідної ескадрильї Ju 88 (нім. Erprobungsstaffel Ju 88), і вже 9 жовтня він взяв участь в атаці британських кораблів у Північному морі.
1 грудня 1939 року в Барті була сформована II./KG 30 і лейтенант Баумбах літав у 5-ому штаффелі (5./KG 30) під керівництвом оберлейтенанта Карла Офервега. Перші бойові вильоти група здійснила наприкінці березня 1940 року. З цього часу авіагрупа II./KG 30 брала активну участь у підтримці німецького флоту в діях проти бойових кораблів союзників, котрі діяли поблизу узбережжя Норвегії. За бойові заслуги в битві за Нарвік офіцер був нагороджений пам'ятним знаком — щит «Нарвік».
17 квітня 1940 року лейтенант залучався до повітряної атаки британського важкого крейсера «Саффолк». Ввечері 19 квітня В. Баумбах разом з іншими бомбардувальниками II./KG 30 атакував у Нансен-фіорді та прямим влученням завдав значного збитку французькому легкому крейсерові «Еміль Бертен».
За цю заслугу 4 травня 1940 року лейтенанта відзначили Залізним хрестом 1-го ступеня.
Надалі він брав участь у бомбардуваннях морських цілей на півночі Норвегії, під час одного з вильотів бомбардувальних ескадр KG 26 та KG 30 Баумбах влучив у британський лінійний крейсер «Худ».
8 травня 1940 року лейтенант В. Баумбах став першим у бомбардувальній авіації Люфтваффе кавалером Лицарського хреста Залізного хреста.
Невдовзі після завершення Норвезької кампанії, підрозділ В. Баумбаха перекинули на аеродроми західної Німеччини, де Вермахт готувався до вторгнення у Нижні країни та Францію. 1 червня 1940 року Баумбаху присвоєне звання оберлейтенанта та призначено командиром 5./KG 30. Брав активну участь у бойових діях Французької кампанії, а після завершення боїв біля Дюнкерка його включили до складу делегації секретної місії, що відправлялась до столиці Японії — Токіо. Наприкінці вересня 1940 року Баумбах повернувся до Німеччини, а звідси відбув до Гілзе-ен-Реєн, де дислокувалася його ескадра.
Саме у цей період битва за Англію була у розпалі, бомбардувальники KG 30 здійснювали вночі активне мінування гирла Темзи та брали участь у нальотах на Лондон. У жовтні 1940 року під час одного з бомбардувань столиці Англії «Юнкерс» оберлейтенанта був підбитий, проте він спромігся дотягнути на одному двигуні до узбережжя окупованої Голландії. Під час аварійної посадки Ju 88 врізався у дерева, весь екіпаж дістав травми. Тільки у січні В. Баумбах повернувся до рідної ескадрильї.
Взимку-весною 1941 пілот потопив в Атлантиці багато суден та кораблів противника, загальною водотоннажністю 200 тис. брт, за що 14 липня оберлейтенант Баумбах був удостоєний дубового листя до Лицарського хреста. А ще за тиждень йому присвоєне чергове звання гауптман та призначено на посаду командира авіаційної групи I./KG 30.
Навесні 1942 року гауптмана В. Баумбаха відрядили до Криму, як одного з найкращих фахівців по боротьбі з кораблями. Тут, в акваторії Чорного моря, однією з найважливіших цілей для He-111H з I./KG100 та Ju 88A з I./KG76, котрі базувалися в Криму, стала радянська військово-морська база в Новоросійську. Згодом молодого пілота повернули на Атлантику та на Середземне море, де розжарювалася битва з британцями за опанування обложеною Мальтою.
Але, в червні 1942 його за особистим наказом начальника Генерального штаба Люфтваффе Ганса Єшоннека перед початком штурму Севастополя вдруге відрядили до Криму. Наприкінці липня 1942 року гауптман В. Баумбах був призначений командиром III./KG 30, яка базувалась у Норвегії та діяла проти конвоїв союзників у Північній Атлантиці, що йшли з США до морських портів на Британських островах, а також з Англії до Мурманську та Архангельську.

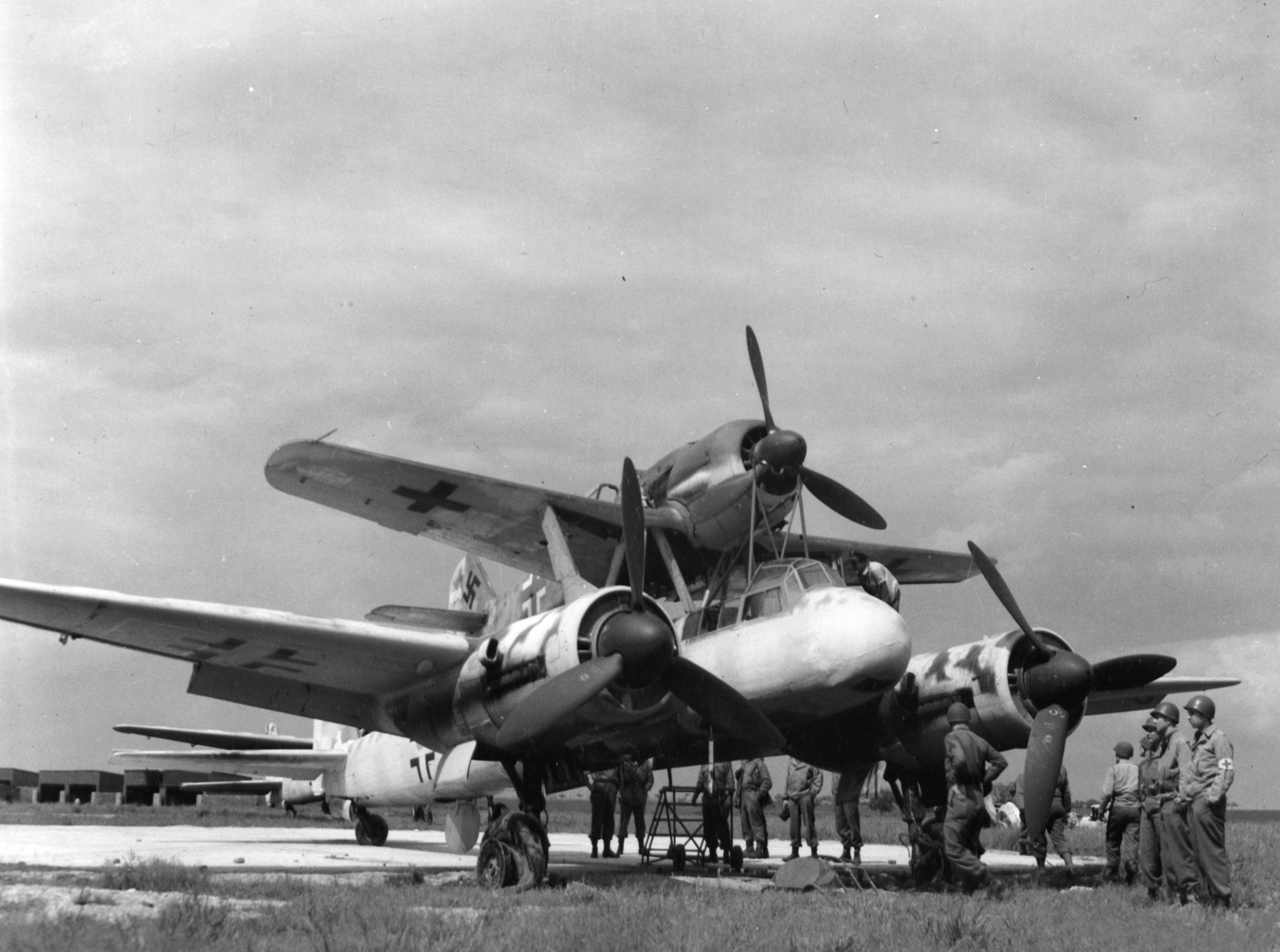
Авіаційний комплекс Mistel

До кінця серпня 1942 року гауптман Вернер Баумбах мав на власному рахунку більше за 40 потоплених кораблів та суден союзників загальною водотоннажністю понад 300 тис.тонн.
17 серпня йому першому льотчику бомбардувальної авіації Люфтваффе вручено мечі до Лицарського хреста. 14 жовтня він підвищений у званні до майора. Останні бойові літако-вильоти на бомбардування він провів восени 1942 року в небі над Алжиром.
8 листопада 1942 року англо-американські війська висадилися на узбережжя Північної Африки, та III./KG 30 перекинули з Норвегії та Фінляндії на Сицилію. Головним завданням бомбардувальної авіації Герінга стали величезні конвої союзників, які під захистом британського флоту рушили на просторах Середземного моря. У запеклих боях у небі Середземномор'я сили німецької авіації танули, а керівництво Люфтваффе не вживало ніяких адекватних мір щоб врятувати ситуацію.
12 грудня 1942 року Баумбах звернувся листом до начальника Генерального штабу Люфтваффе генерал-полковника Єшоннека. Такий вчинок призвів до того, що його викликали на співбесіду особисто Єшоннек та командувач 2-м повітряним флотом генерал-фельдмаршал А.Кессельрінг. Наслідками цієї ситуації стало те, що майора Баумбаха відкликали з фронту та призначили відповідальним за випробування новітніх керованих авіаційних бомб Hs-293 и PC1400X у рейхсміністерстві авіації.
На цій посаді молодий офіцер досяг певних успіхів. Так під його керівництвом здійснювалась розробка та втілення проекту авіаційного комплексу Mistel, який становив спарену систему літака-носія та літака-бомби.
У серпні 1943 року він захворів та потрапив до шпиталю.
У лютому 1944 року Баумбаха призначили на посаду командира KG 200 — бомбардувальної ескадри, яка виконувала найважливіші спеціальні та секретні завдання. 15 листопада 1944 йому присвоєне звання оберстлейтенанта, і взимку він виконував обов'язки головного інспектора бомбардувальної авіації Люфтваффе.
5 січня 1945 року Вернеру Баумбаху присвоєне звання оберст. 19 числа він виступив у черговий раз з критикою вищого керівництва Люфтваффе, однак ніякої реакції з боку вищих ешелонів військової влади не було.
5 березня 1945 року за особистим наказом Гітлера Баумбах призначений відповідальним за організацію повітряної оборони між Одером та Нейсе.
Наприкінці квітня 1945 року він прибув до Гамбурга, звідки за наказом грос-адмірала К. Деніца відбув до Ойтина поблизу Кіля, де й здався у полон на початку травня. Звідси разом з іншими високопосадовцями повітряних сил Третього Рейху оберста В. Баумбаха перевезли на Британські острови до табору інтернованих осіб, однак вже у листопаді 1945 він був визволений та повернувся на батьківщину.
У 1948 році Баумбах емігрував до Аргентини та незабаром отримав неофіційне запрошення президента Аргентини Хуана Перона на роботу в ролі консультанта авіаційної промисловості. Одночасно колишній бойовий пілот випробував новітні зразки літаків.
20 жовтня 1953 року Вернер Баумбах загинув під час випробувального польоту у наслідок катастрофи літака «Ланкастер» над гирлом Ла-Плати.
На честь Вернера Баумбаха названі вулиця у столиці Аргентини Буенос-Айресі та аеропорт у місті Фюрстенфельдбрук, поблизу Мюнхена, а також спортивний авіаційний клуб в Клоппенбурзі.

## Нагороди
- Медаль «За вислугу років у Вермахті» 4-го класу (4 роки)
- Золотий почесний знак Гітлер'югенду
- Залізний хрест
  - 2-го класу (28 вересня 1939)
  - 1-го класу (3 березня 1940)
- Лицарський хрест Залізного хреста з дубовим листям і мечами
  - Лицарський хрест (8 травня 1940)
  - Дубове листя (№ 20; 14 липня 1941)
  - Мечі (№ 16; 17 серпня 1942)
- Комбінований Знак Пілот-Спостерігач з діамантами (серпень 1940)
- Фотографія рейхсмаршала в срібній рамці (1940)
- Нарвікський щит
- Авіаційна планка бомбардувальника в золоті з цифрою «200»
- Двічі відзначений у Вермахтберіхт (14 і 28 лютого 1941)
- Почесний Кубок Люфтваффе (22 квітня 1941)